# Chute (Bible)
Pour les articles homonymes, voir Chute.

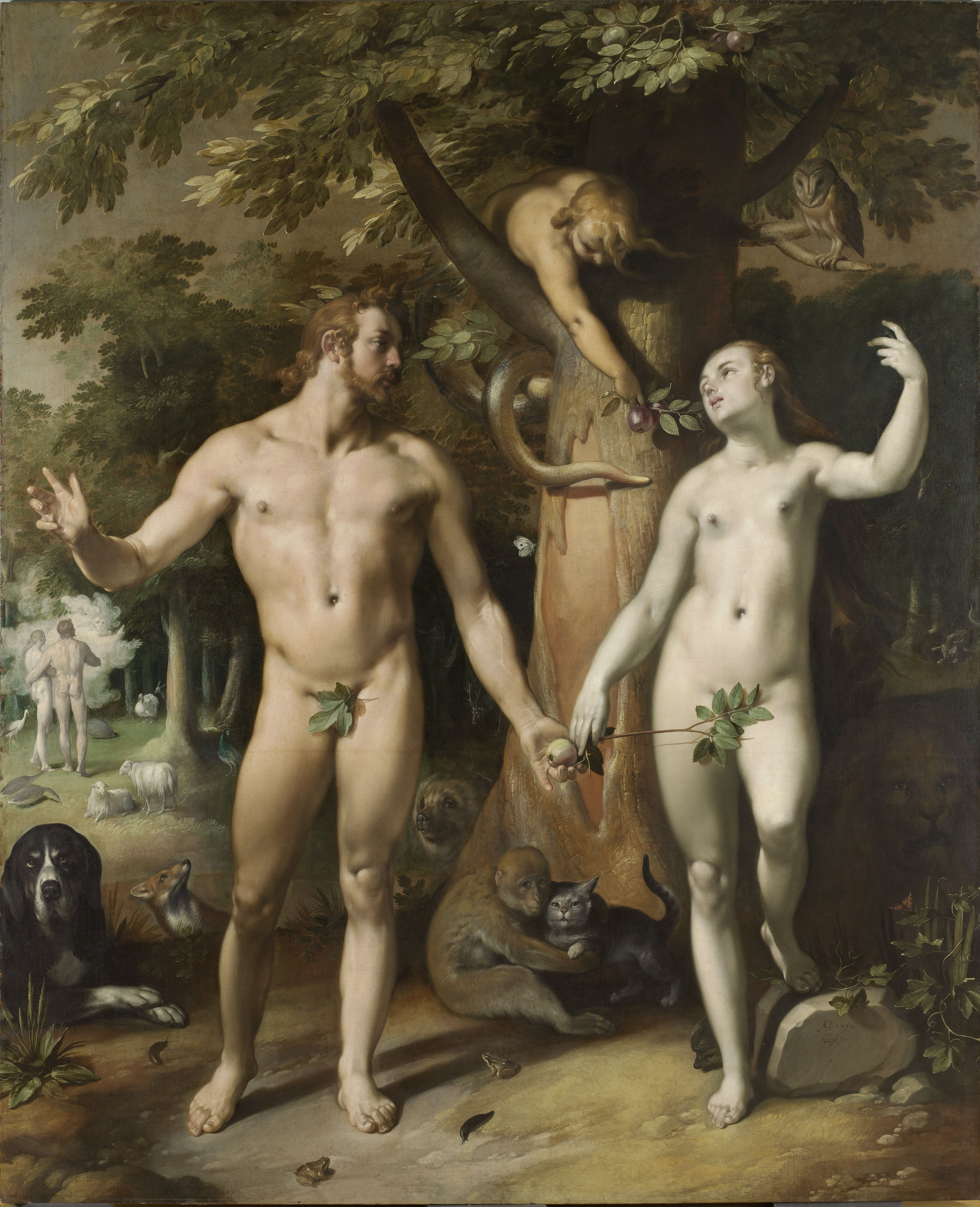
Illustration de Cornelis van Haarlem, 1592

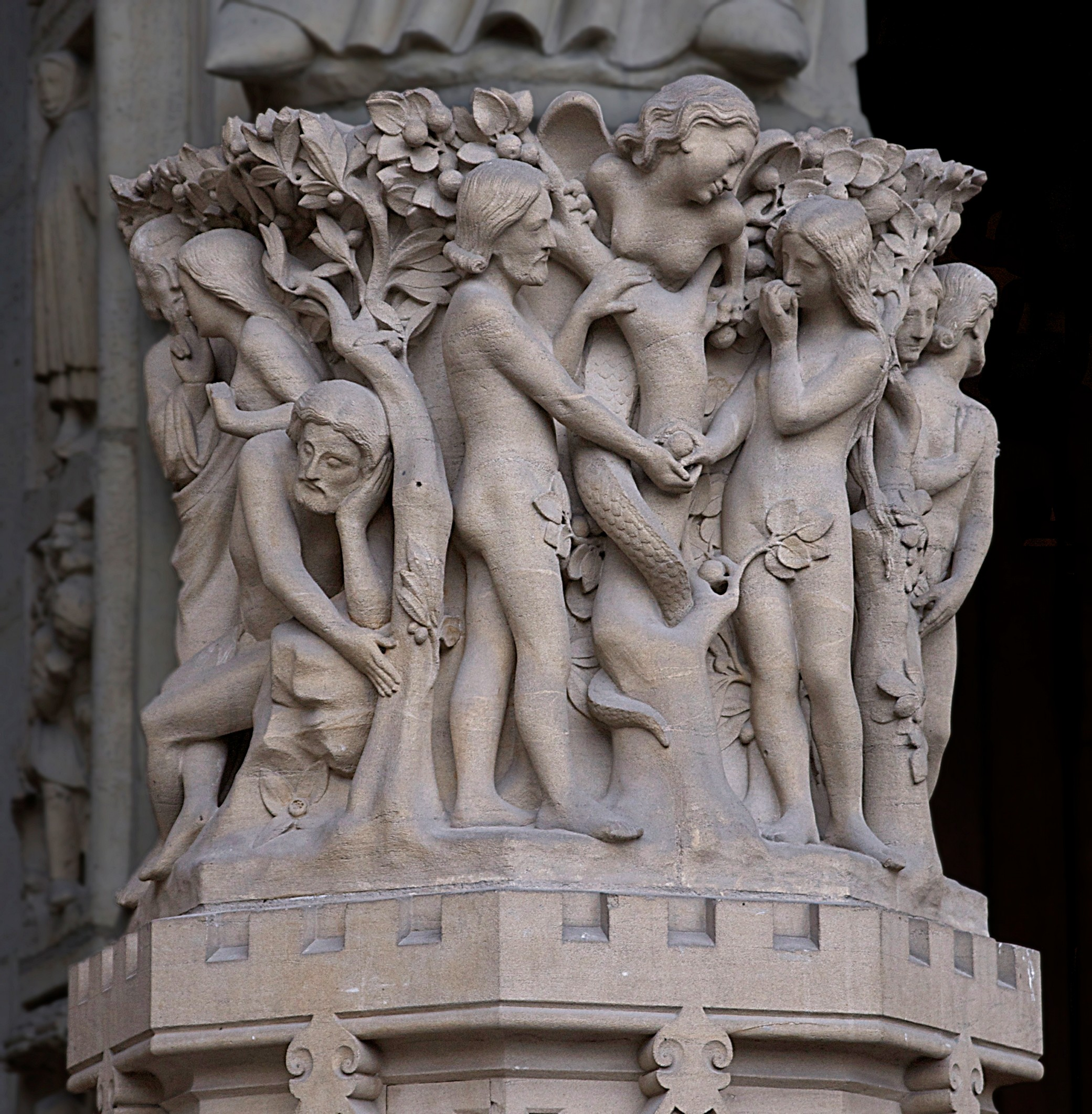
Adam, Ève et la femme-serpent à l'entrée de la cathédrale Notre-Dame de Paris

La chute, ou chute de l'homme, est un épisode relaté dans le troisième chapitre de la Genèse, bien que le mot « chute » n'apparaisse pas dans le texte biblique. Ce chapitre décrit comment Adam et Ève, premiers humains créés par Dieu, désobéissent à son ordre concernant le fruit de l'arbre de la connaissance du bien et du mal :
« tu ne mangeras pas de l’arbre de la connaissance du bien et du mal, car le jour où tu en mangeras, tu mourras. »
La conséquence de cette désobéissance est l'expulsion d'Adam et Ève du jardin d'Éden.

## Les éléments du récit biblique
L'essence de l'arbre appelé l'arbre de la connaissance du bien et du mal n'est pas indiquée dans le texte biblique. La tradition juive y voit un figuier car Adam et Ève couvrent leur nudité avec des pagnes cousus de feuilles de figuier.
Dans l'Ancien Testament, le figuier donne des fruits utilisés comme remède et comme nourriture. Le roi Ézéchias tombe malade,, et est guéri par les figues que lui donne le prophète Isaïe. Sous le règne du roi David, des gâteaux de figues sont donnés comme nourriture,,.

## Iconographie

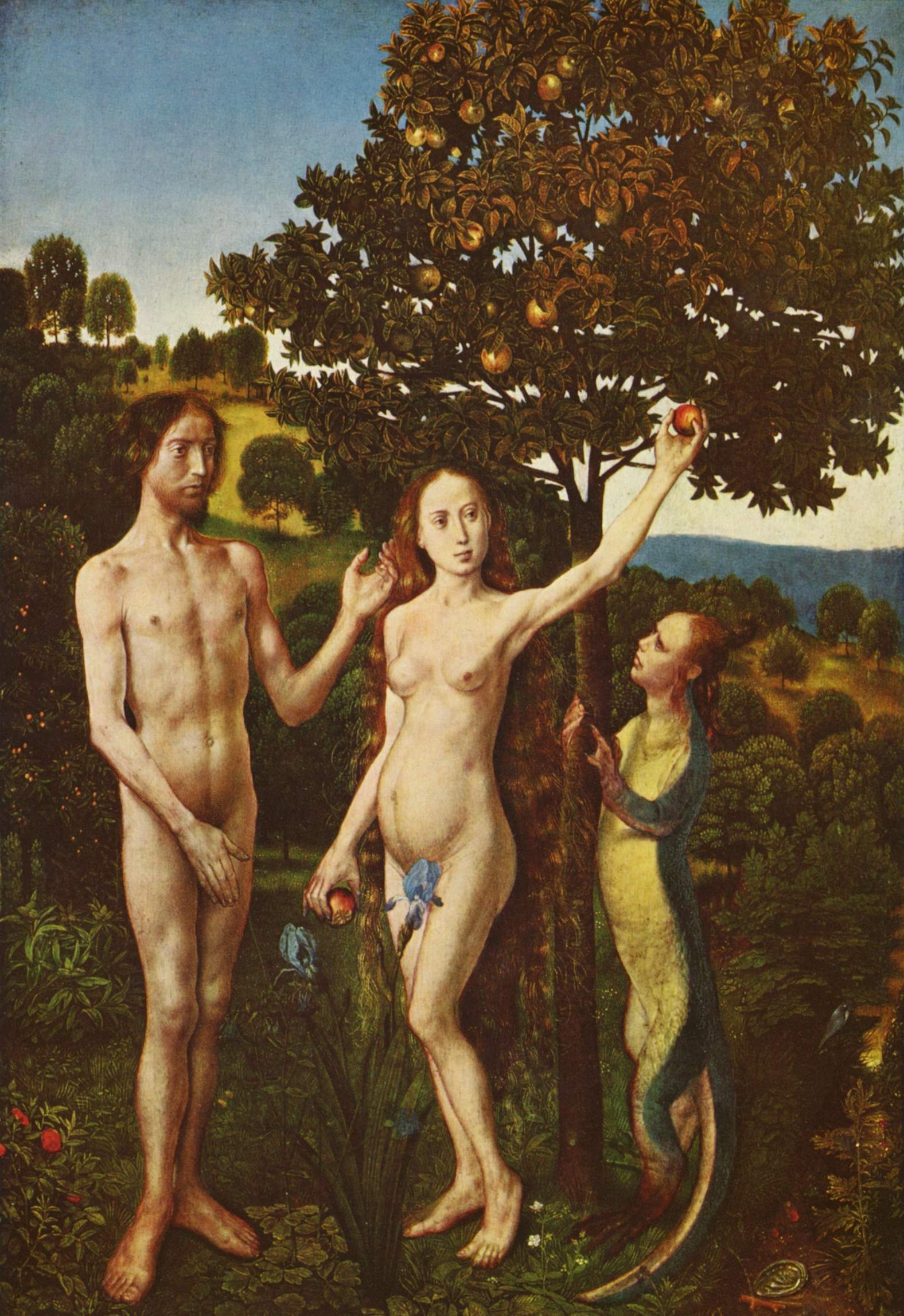
Hugo van der Goes, vers 1480

La Chute est avec la Tentation et l'Expulsion du Paradis terrestre un des épisodes les plus populaires de la Genèse dans la sculpture et la peinture chrétiennes. Il apparaît déjà dans les peintures des catacombes (Catacombe de Priscille, Rome) ou sur les sarcophages paléochrétiens. Le thème connaît une popularité durable dans l'art chrétien médiéval et la peinture de la Renaissance. Les représentations mettent en scène Adam au moment où il va accepter la pomme que cueille Ève ou qu'elle lui tend sous les yeux du serpent tentateur, parfois représenté avec une tête ou un buste humain. Hugo van der Goes (Diptyque de Vienne) a représenté le serpent encore dressé sur des pattes arrière, rappelant le texte biblique disant que Dieu l'a puni de son rôle dans la Chute en l'obligeant à ramper sur le sol.